# Pinguicula moctezumae
Pinguicula moctezumae är en tätörtsväxtart som beskrevs av S. Zamudio och R.Z. Ortega. Pinguicula moctezumae ingår i släktet tätörter, och familjen tätörtsväxter. Inga underarter finns listade i Catalogue of Life.

## Bildgalleri

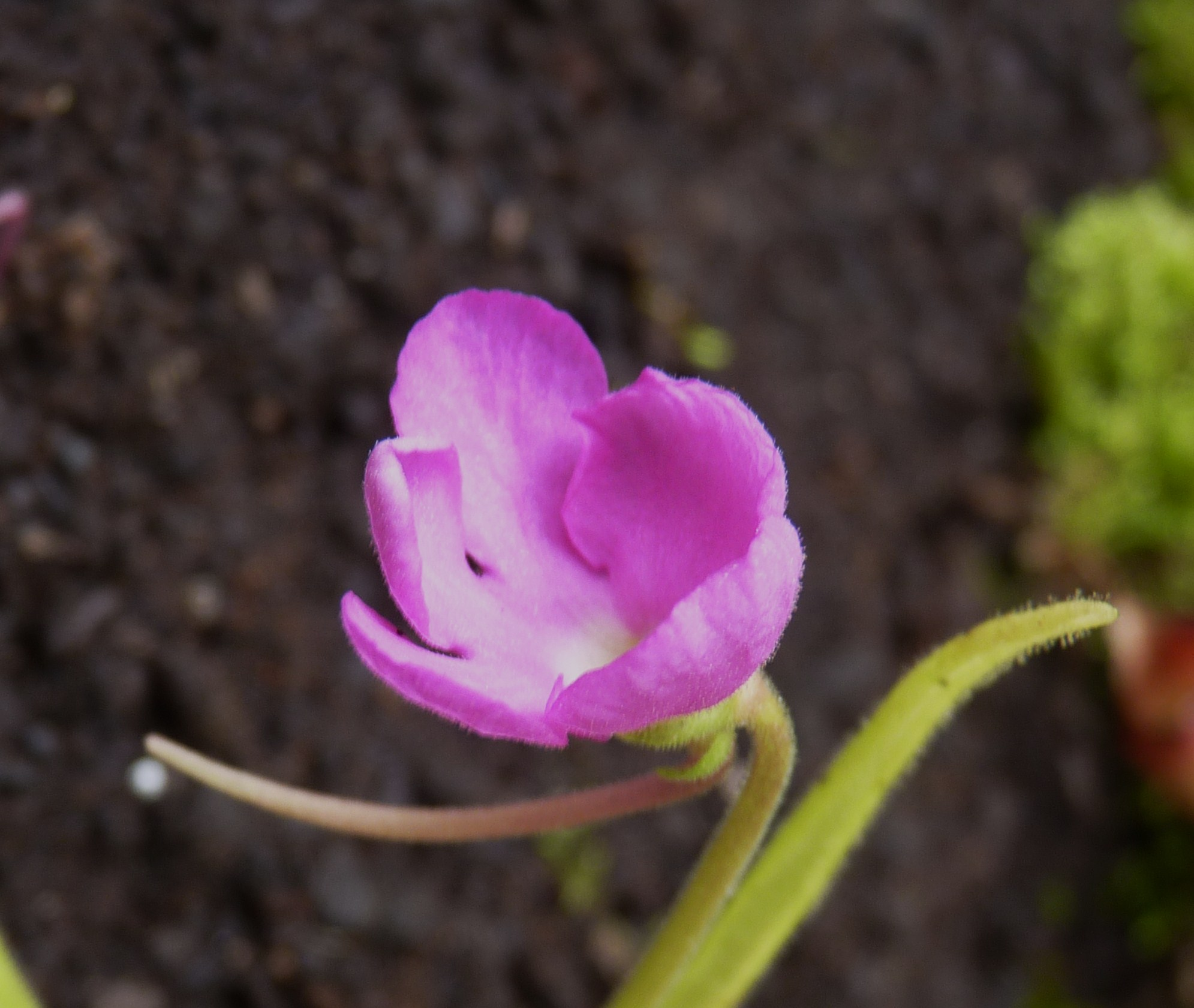
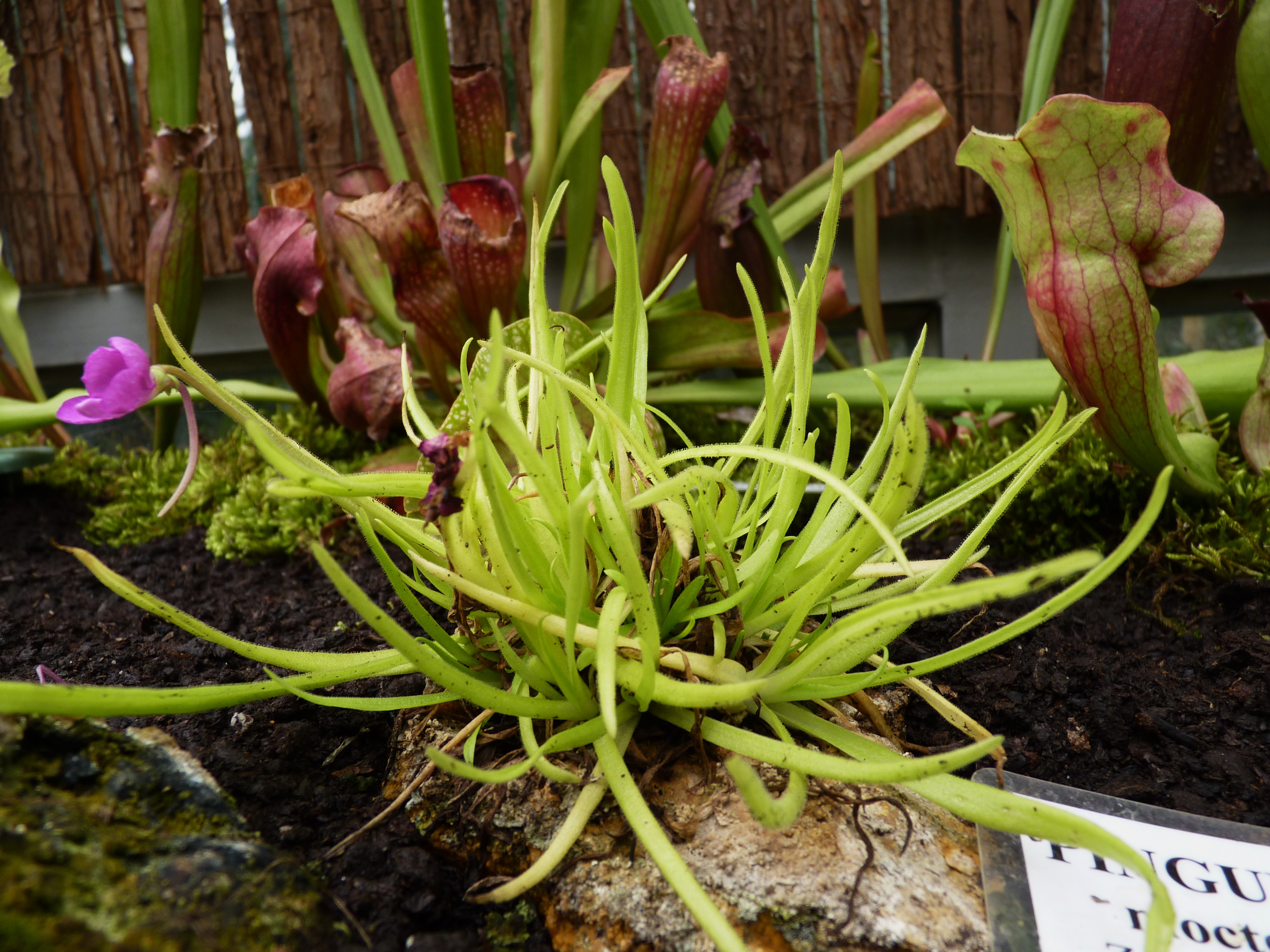
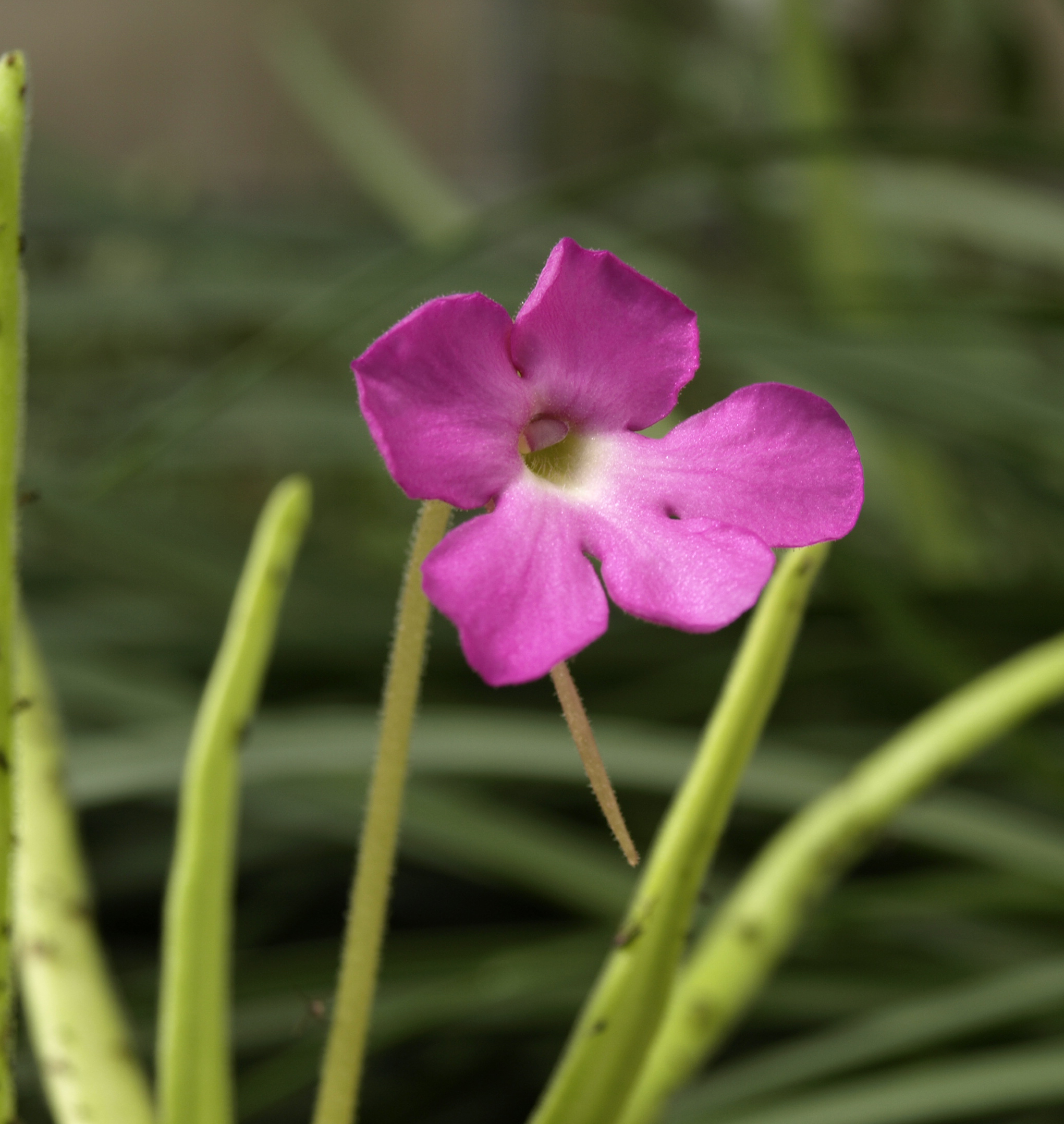
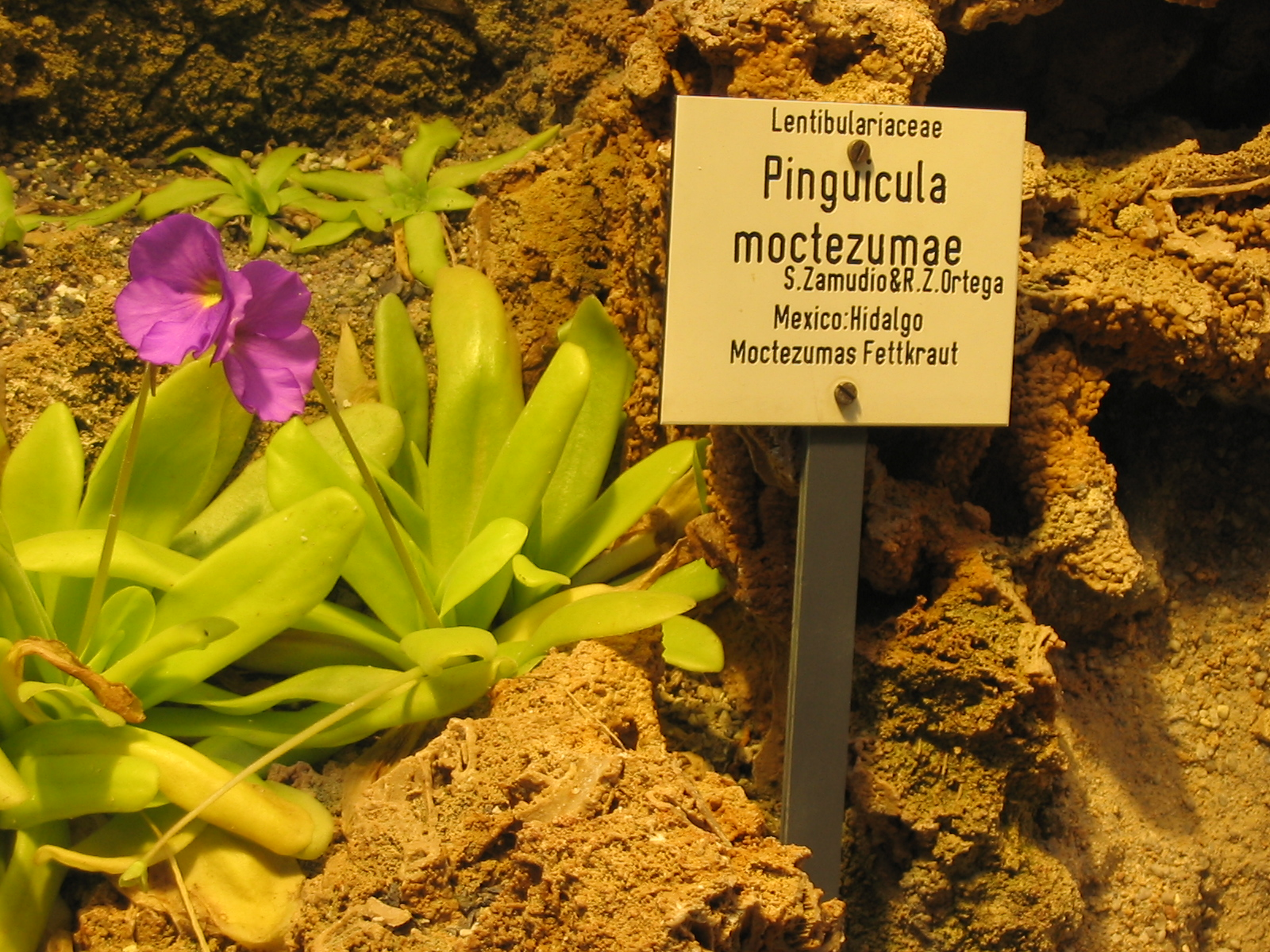
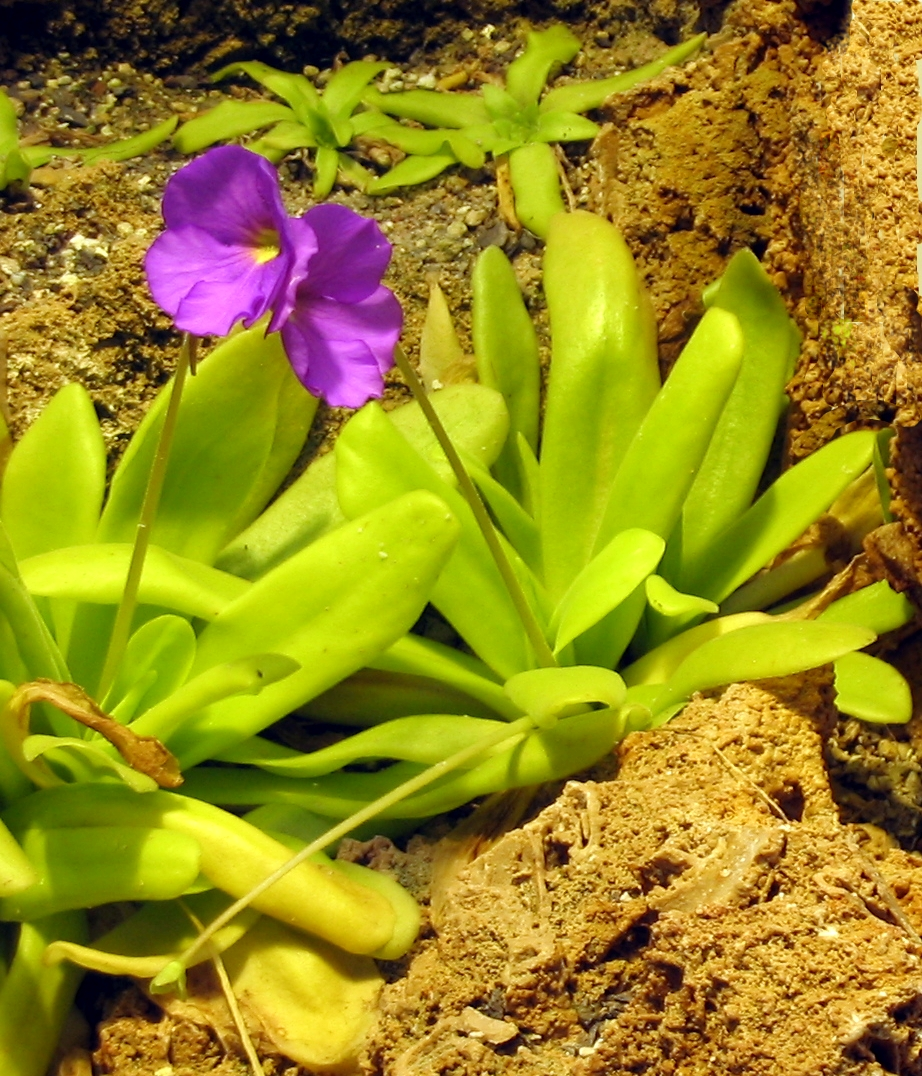
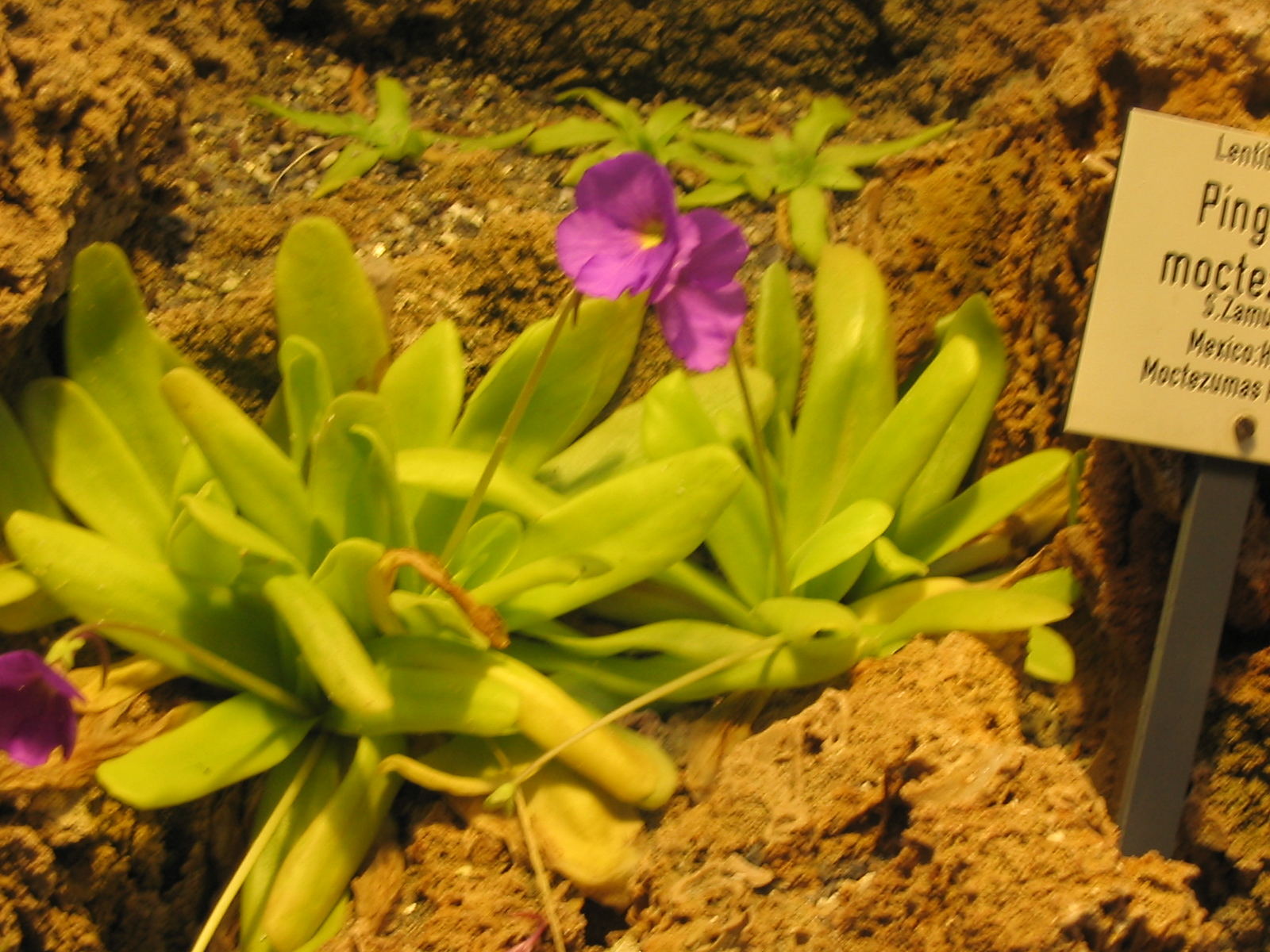